# 중외일보
중외일보(中外日報)는 1926년 11월 15일 이상협이 창간하였다가 1931년 폐간한 일간신문이다. 시대일보(時代日報)의 후신이다. 재정난으로 1931년 6월 19일 제1492호를 끝으로 종간하였다. 이후로 중앙일보(中央日報)가 창간되었는데, 제호를 제1493호부터 시작하여 중외일보의 후신임을 자처하였다.